# ローマ帝国の国境線
ローマ帝国の国境線（ローマていこくのこっきょうせん）は、ブリテン島を含むヨーロッパ、近東および北アフリカにまたがるローマ帝国の国境線を指すが、ユネスコの世界遺産登録物件名でもある。ヨーロッパの沿線の考古遺跡には壁、溝、用水路、土塁、監視塔、カストラ（城、砦、要塞、野営地など）、道、港、艦隊の基地、民間人の居住地、町、墓地、聖地、円形闘技場、宮殿などが含まれる。
世界遺産の「ローマ帝国の国境線」はローマ帝国の繁栄と衰退を残す文化的景観が評価されて、1987年にイギリスのハドリアヌスの長城が単独で登録された。その後、2005年にドイツのリーメスを拡大登録した際に現在の名称となり、2008年にはイギリスのアントニヌスの長城も含まれることが決定した。また、オーストリア、ドイツとスロバキアを跨ぐ「ローマ帝国の国境線 - ドナウ川のリーメス（西側部分）」およびドイツとオランダを跨ぐ「ローマ帝国の国境線 - 低地ゲルマニアのリーメス」は2021年に、ルーマニアの「ローマ帝国の国境線 - ダキア」は2024年にそれぞれ別の世界遺産物件に登録された。

## 「ローマ帝国の国境線」

### ハドリアヌスの長城
ハドリアヌスの長城は、イングランド北部のスコットランドとの境界線近くにある長城。1世紀後半、版図にブリタニアを組み込んだローマ帝国が、ケルト人のうちローマに服従していないピクト人など北方諸部族の進入を防ぐために築いた。皇帝ハドリアヌスが長城の建設を命じ、122年に工事が開始された。
ニューカッスル・アポン・タインからカーライルまでの118kmにも及んだ。壁の高さは4から5m、厚さ約3m。後の方で建設された部分は、約2.5mに狭くなっている。完成当初は、土塁であった。その後、石垣で補強されたと考えられている。約1.5kmの間隔で、監視所も設置されていた。

### リーメス

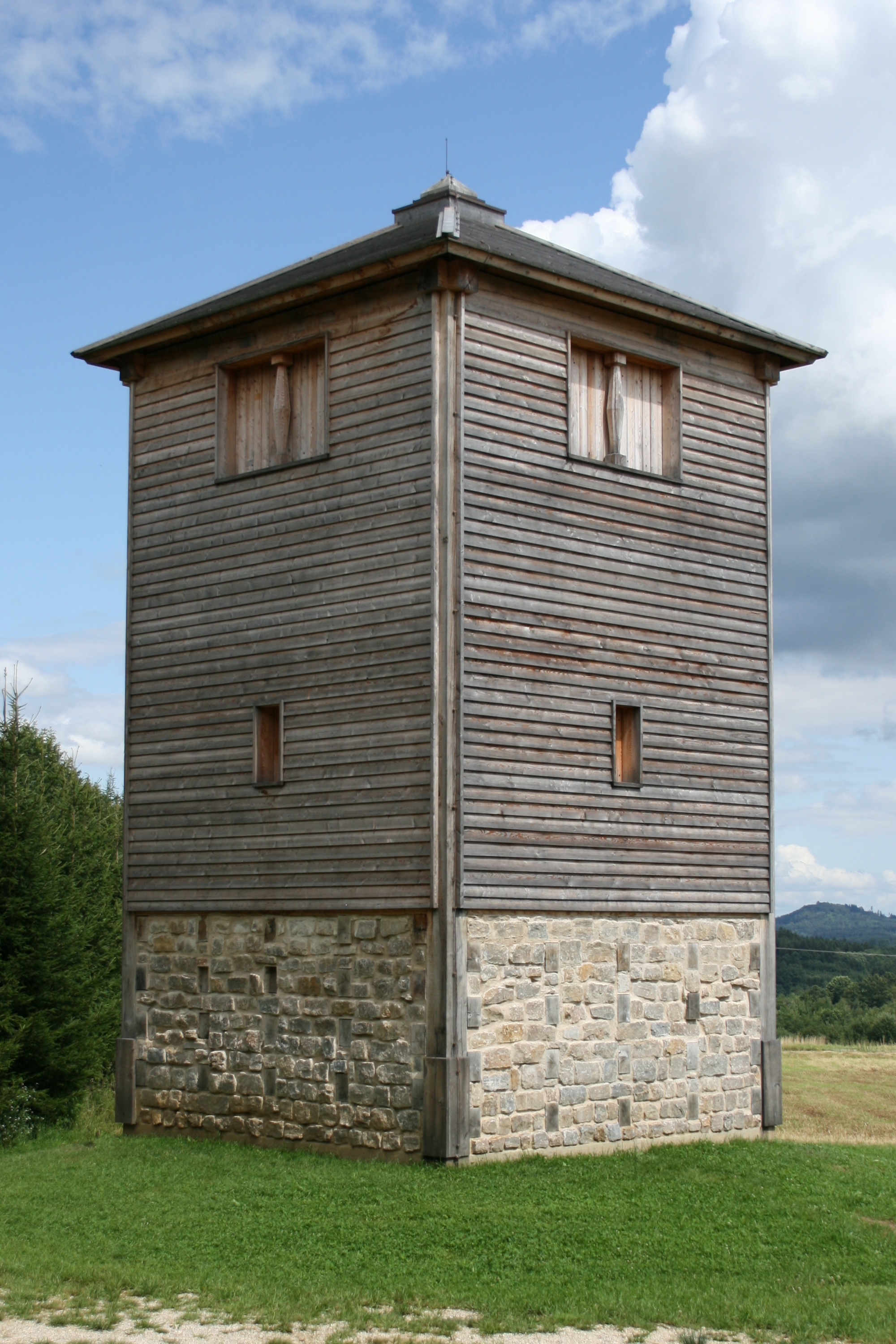
ライナウ付近の復元されたリーメスの物見櫓

リーメスまたはリメス（Limes）は、ドイツのライン川とドナウ川の間に残るローマ帝国時代の長城跡。リーメスの建設は、紀元前2世紀頃から始まった。目的としては、ゲルマン民族の侵入からライン川・マイン川流域の肥沃な土地と通商路を守るためであった。リーメスの遺構は、主に長城と物見櫓、砦に分けられる。
長城の総延長は約550kmで、東はドナウ川から西はライン川まで達する。長城は大きく分けて、上部ドイツ（Upper-Germanすなわちゲルマニア・スペリオル、約330km）とラエティア（Raetian、約220km）の2つの部分に分けられる。上部ドイツ部分は、ライン川とライン川の支流であるマイン川に沿って、土塁による長城と堀が設けられていた。堀は約8mの幅と約2.5mの深さを持っていた。また上部ドイツ部分には長城にそって約40の砦が築かれていた。ラエティア部分は、うち約167kmは高さ約3m、幅1.2mの石塁で築かれた。石塁は、付近から産出する石を使用していた。
物見櫓は長城の塁に沿って、およそ300mから800mの間隔で建てられた。現在、896箇所が確認され、うち260箇所は現在でも構造の一部が残る。櫓の構造は、土台が4mから8mほどの大きさの正方形をしており、その上に見晴台が築かれたと推定されている。
長城に沿って、大型のものは約60以上の砦跡が確認されている。大型の砦には1つあたり約100から1000人程度の守備隊が配置され、長城の警備および長城を通過する人々を管理する関所の役割を果たしたと考えられている。また20から30人の配置規模の、偵察や監視を目的とした小さな砦も多数存在していた。
リーメスの砦の中で調査が行われているものの1つのザールブルク砦（Saalburg fort）は、上部ドイツの部分に属する。砦の初期は紀元前90年頃の建築と推定され、長方形の形をしており、面積は約0.7haであった。ザールブルク砦の発掘調査は、19世紀後半から始まった。1897年、ドイツ皇帝ヴィルヘルム2世がザールブルク砦の再建を命じ、第一次世界大戦前に完成した。現在では、この時に復元されたザールブルク砦が博物館として使用されている。

## 「ローマ帝国の国境線 - ドナウ川のリーメス（西側部分）」
ドナウのリーメスはドイツ・オーストリア・スロバキアを跨ぐ延長約600kmの長城跡である。

## 「ローマ帝国の国境線 - 低地ゲルマニアのリーメス」
ゲルマニア・インフェリオルのリーメスはライン川下流左岸のボン南側のライニッシェ山塊から北海の海岸まで伸びる、ドイツとオランダを跨ぐ延長約400kmの長城跡である。
元々はライン川の左岸のゲルマン民族の土地を征服しようとして紀元前数十年に作られた軍事基地だったが、後に征服の失敗により、1世紀から5世紀の半ばまではゲルマン民族の侵入を防ぐ国境の要塞となった。特に後期には防衛に関連する民間人も多く住んでいたため、リーメス両側の民間人や商人を含む人々の移動が許可されていた。

## 「ローマ帝国の国境線 - ダキア」
ダキアのリーメスは現在のルーマニア国内にある、西暦106年から277年までに使われた長城の遺跡である。2024年、277箇所の資産が世界遺産に登録された。
ダキア王国征服後に設立されたダキア属州はローマ帝国で、全域がドナウ川の北側にある唯一の属州であり、金と塩の資源を提供する場所でもあった。同地は3世紀後半にローマ帝国が放棄せざるを得なかったが、ローマ帝国時期は外族から厳重に保護されたため、国境線の位置が複雑な様相を呈し、長城の全長は1000キロを超えている。また、国境上の施設の配置も非常に複雑である。

## 登録基準
この世界遺産は世界遺産登録基準のうち、以下の条件を満たし、登録された（以下の基準は世界遺産センター公表の登録基準からの翻訳、引用である）。
- (2) ある期間を通じてまたはある文化圏において、建築、技術、記念碑的芸術、都市計画、景観デザインの発展に関し、人類の価値の重要な交流を示すもの。
- (3) 現存するまたは消滅した文化的伝統または文明の、唯一のまたは少なくとも稀な証拠。
- (4) 人類の歴史上重要な時代を例証する建築様式、建築物群、技術の集積または景観の優れた例。

4か所の世界遺産はいずれもこれらの登録基準により登録された。